# Alena Baisová
Alena Baisová (* 14. srpna 1959 Brno) je česká výtvarnice, malířka, ilustrátorka a učitelka výtvarné výchovy. Po absolvování dvou cyklů Základní umělecké školy v Blansku studovala výtvarnou výchovu na Střední pedagogické škole v Havířově. V současné době vyučuje výtvarnou výchovu na Základní umělecké škole v Adamově.

## Tvorba
Věnuje se plošné, prostorové, objektové a akční tvorbě, nejčastěji používá techniku kresby, malby a dekalku. Mezi nejdůležitější ilustrace patří dětská kniha Kateřina v zemi Ásů od Marcely Košanové, dále učebnice, cvičebnice a slabikáře pro první a druhý stupeň základní školy. Nejčastěji spolupracuje s Nakladatelstvím Nová škola Brno.

## Výstavy
- 1989 – Adamov
- 1994 – Adamov
- 1996 – Muzeum Blansko
- 1998 – Blansko Galerie „N“
- 2001 – Muzeum Blansko
- 2001 – Břeclav
- 2003 – Kotka (Finsko)
- 2004 – Brno, Královopolská galerie
- 2004 – Blansko, Galerie „N“
- 2005 – Lysice
- 2005 – Kanice
- 2006 – Blansko, Galerie „Ve věži“
- 2007 – Adamov
- 2009 – Hamina a Kotka (Finsko)
- 2009 – Křtiny okres Blansko
- 2009 – Blansko, Galerie „Ve věži“
- 2013 – Lysice, Obecní knihovna
- 2013 – Hamina (Finsko)
- 2018 – Adamov
- 2021 – Rudice